# زن عاشق
«زن عاشق» (به انگلیسی: Woman in Love) ترانه‌ای اجرا شده توسط باربارا استرایسند، خوانندهٔ آمریکایی است که در بیست و دومین آلبوم استودیویی او با نام گناهکار در سال ۱۹۸۰ منتشر شد. این ترانه توسط بری و رابین گیب از گروه بی جیز نوشته شد. آنها برای این ترانه، جایزهٔ آیور نوولو سال ۱۹۸۰ را برای بهترین ترانه از نظر موسیقی و متن ترانه دریافت کردند. این اثر، چهارمین ترانهٔ استرایسند بود که گواهی پلاتین دریافت کرد و بزرگ‌ترین موفقیت بین‌المللی او به‌شمار می‌رود.
پس از موفقیت‌های بزرگ گروه بی جیز در اواخر دههٔ ۱۹۷۰، از این گروه خواسته شد در پروژه‌های موسیقی هنرمندان دیگر مشارکت کنند. استرایسند از بری گیب درخواست کرد یک آلبوم برایش بنویسد که نتیجهٔ آن آلبوم گناهکار شد.
ترانهٔ «زن عاشق» به‌عنوان تک‌آهنگ آغازین آلبوم، به یکی از موفق‌ترین ترانه‌های دوران حرفه‌ای استرایسند تبدیل شد. این آهنگ به جایگاه اول جدول بیلبورد هات ۱۰۰ رسید و پنجمین (و تا به امروز آخرین) ترانهٔ رتبهٔ یک استرایسند در این جدول شد. این ترانه، جایگزین ترانهٔ پرفروش «یکی دیگر هم به خاک سیاه نشست» از کوئین شد، سه هفته در صدر جدول ماند و سپس جای خود را به آهنگ «بانو» از کنی راجرز، خوانندهٔ موسیقی کانتری، داد. همچنین این ترانه، پنج هفته در صدر جدول بزرگسالان معاصر قرار گرفت و ششمین ترانهٔ رتبهٔ یک استرایسند در این جدول بود. «زن عاشق» در سطح بین‌المللی نیز بسیار محبوب شد و در کشورهای بسیاری، از جمله در جدول تک‌آهنگ‌های بریتانیا، به رتبهٔ اول رسید. طبق گزارش بیلبورد، این ترانه تا دسامبر ۱۹۸۱، بیش از ۲٫۵ میلیون نسخه فروخته بود. در سال ۲۰۲۳، مجله‌های آمریکن سانگرایتر و گاردین، به ترتیب این ترانه را در جایگاه اول و هفتم در فهرست بهترین ترانه‌های باربارا استرایسند قرار دادند.

## نماهنگ
نماهنگ این ترانه، شامل صحنه‌هایی از فیلم ستاره‌ای متولد شده است با بازی باربارا استرایسند و کریس کریستوفرسون و همچنین صحنه‌هایی از دیگر فیلم‌هایی است که استرایسند در دههٔ ۱۹۷۰ ساخته بود.

## فهرست آهنگ‌ها
| ساید    | نام ترانه   | مدت  |
| ------- | ----------- | ---- |
| ای-ساید | «زن عاشق»   | ۳:۴۸ |
| بی-ساید | «ران وایلد» | ۴:۰۵ |

## دست‌اندرکاران
- باربارا استرایسند – خوانندهٔ اصلی
- بری گیب – گیتار آکوستیک، تنظیم
- پیت کار – گیتار لید
- ریچارد تی – ساز شستی‌دار، پیانو الکتریک
- هارولد کوارت – گیتار بیس
- استیو گد – درام
- جو لالا – شیکر
- دنیس مینلی – همخوان
- میرنا متیوز - همخوان
- مارتی مک‌کال – همخوان
- جری پیل – کر

## جدول‌ها
| جدول (۱۹۸۰–۱۹۸۱)                       | بالاترین موقعیت |
| -------------------------------------- | --------------- |
| آرژانتین (سی‌ای‌پی‌آی‌اف)                  | ۲               |
| استرالیا (گزارش موسیقی کنت)            | ۱               |
| اتریش (او۳ تاپ ۴۰ اتریش)               | ۱               |
| بلژیک (اولتراتاپ ۵۰ فلاندرز)           | ۱               |
| تک‌آهنگ‌های برتر کانادا (آرپی‌ام)         | ۱               |
| موسیقی معاصر بزرگسالان کانادا (آرپی‌ام) | ۱               |
| فنلاند (جدول‌های رسمی فنلاند)           | ۱               |
| فرانسه (آی‌اف‌اوپی)                      | ۱               |
| آلمان (جدول‌های رسمی آلمان)             | ۱               |
| ایسلند (Vísir)                         | ۱               |
| ایرلند (ایرما)                         | ۱               |
| ایتالیا (دی‌آی)                         | ۱               |
| ایتالیا (موزیکا ئی دیسکی)              | ۲               |
| ژاپن (اوریکون)                         | ۴۲              |
| هلند (۴۰ آهنگ برتر)                    | ۱               |
| هلند (۱۰۰ تک‌آهنگ برتر)                 | ۱               |
| نیوزیلند (ریکوردد میوزیک ان‌زد)         | ۲               |
| نروژ (وی‌جی-لیستا)                      | ۱               |
| آفریقای جنوبی (رادیو اسپرینگ‌باک)       | ۱               |
| اسپانیا (تهیه‌کنندگان موسیقی اسپانیا)   | ۱               |
| سوئد (فهرست برترین‌های سوئد)            | ۱               |
| سوئیس (شوایزر هیت‌پاراد)                | ۱               |
| تک‌آهنگ‌های بریتانیا (اوسی‌سی)            | ۱               |
| بیلبورد هات ۱۰۰ ایالات متحده           | ۱               |
| بزرگسالان معاصر ایالات متحده (بیلبورد) | ۱               |
| ایالات متحده کش‌باکس هات ۱۰۰            | ۱               |
| زیمبابوه (زیما)                        | ۱               |

| جدول (۱۹۸۰)                        | موقعیت |
| ---------------------------------- | ------ |
| استرالیا (گزارش موسیقی کنت)        | ۲۱     |
| تک‌آهنگ‌های برتر کانادا (آرپی‌ام)     | ۵۶     |
| هلند (۴۰ آهنگ برتر هلند)           | ۴      |
| هلند (۱۰۰ تک‌آهنگ برتر)             | ۱      |
| نیوزیلند (انجمن صنعت ضبط نیوزیلند) | ۳۵     |
| آفریقای جنوبی (رادیو اسپرینگ‌باک)   | ۲      |
| سوئیس (شوایزر هیت‌پاراد)            | ۱۲     |
| جدول تک‌آهنگ‌های بریتانیا (اوسی‌سی)   | ۲      |
| بیلبورد هات ۱۰۰ ایالات متحده       | ۳۵     |
| ایالات متحده (کش‌باکس)              | ۹      |

| جدول (۱۹۸۱)                    | موقعیت |
| ------------------------------ | ------ |
| استرالیا (گزارش موسیقی کنت)    | ۹۸     |
| برزیل (نوپم)                   | ۴      |
| تک‌آهنگ‌های برتر کانادا (آرپی‌ام) | ۵۸     |
| آلمان (رتبه‌بندی سرگرمی جی‌اف‌کی) | ۳۲     |

| جدول (۱۹۵۸–۲۰۱۸)             | موقعیت |
| ---------------------------- | ------ |
| بیلبورد هات ۱۰۰ ایالات متحده | ۱۸۹    |

## گواهینامه‌ها و فروش
| منطقه | گواهی  | واحد گواهی‌شده/فروش |
| --- | ------ | ------------------ |
| استرالیا (آی‌اف‌پی‌آی استرالیا)                                                                                   | طلا    | ۳۵٬۰۰۰             |
| فرانسه (اس‌ان‌ئی‌پی)                                                                                              | پلاتین | ۱٬۰۰۰٬۰۰۰*         |
| آلمان (بی‌وی‌ام‌آی)                                                                                               | طلا    | ۵۰۰٬۰۰۰^           |
| ایتالیا (اف‌آی‌ام‌آی)                                                                                             | طلا    |                    |
| ژاپن | —      | ۶۰٬۰۰۰             |
| بریتانیا (بی‌پی‌آی)                                                                                              | طلا    | ۷۸۰٬۰۰۰            |
| ایالات متحده (آرآی‌ای‌ای)                                                                                        | پلاتین | ۱٬۰۰۰٬۰۰۰^         |
| * رقم فروش تنها بر پایهٔ گواهی‌ها. · ^ رقم توزیع تنها بر پایهٔ گواهی‌ها. · رقم فروش+پخش جاری تنها بر پایهٔ گواهی‌ها. |        |                    |

## نسخهٔ لیز مک‌کلارنون
لیز مک‌کلارنون پس از انحلال گروه اتمیک کیتن در سال ۲۰۰۵، آهنگ «زن عاشق» را بازخوانی کرد. این نسخه با تهیه‌کنندگی رابین گیب، ترانه‌پرداز اصلی ترانه، ضبط شد و مک‌کلارنون در تور سال ۲۰۰۵ گیب نیز او را همراهی کرد. این آهنگ در فوریهٔ ۲۰۰۶ به‌عنوان نخستین تک‌آهنگ انفرادی مک‌کلارنون منتشر شد.
در بریتانیا، این ترانه در قالب یک تک‌آهنگ دابل ای-ساید همراه با بازخوانی ترانهٔ پرطرفدار «من شیرین‌ترین احساس را دارم» اثر جکی ویلسون، منتشر شد. این دابل ای-ساید در تاریخ ۱۹ فوریه ۲۰۰۶ به جایگاه پنجم جدول تک‌آهنگ‌های بریتانیا رسید و به مدت شش هفته در ۱۰۰ آهنگ برتر باقی ماند.
«زن عاشق» در ایرلند به رتبهٔ ۲۱ رسید و در استرالیا، بلژیک و هلند نیز موفقیت‌هایی جزئی کسب کرد.

### فهرست آهنگ‌ها
سی‌دی تک‌آهنگ بریتانیا
1. «زن عاشق»
2. «من شیرین‌ترین احساس را دارم»

سی‌دی تک‌آهنگ اسکاندیناوی
1. «زن عاشق» (ویرایش رادیویی)
2. «زن عاشق» (ریمیکس دنسینگ دی‌جیز)
3. «زن عاشق» (ریمیکس کی-کلاب)
4. «زن عاشق» (داب سول سیکرز)

تک‌آهنگ ماکسی استرالیا و نیوزیلند
1. «زن عاشق» (ویرایش رادیویی)
2. «زن عاشق» (کی-کلاس کلاب ریمیکس)
3. «زن عاشق» (داب سول سیکرز)
4. «زن عاشق» (ریمیکس دنسینگ دی‌جیز)

### جدول‌ها
| جدول (۲۰۰۶)                                                     | بالاترین موقعیت |
| --------------------------------------------------------------- | --------------- |
| استرالیا (ای‌آرآی‌ای)                                             | ۷۷              |
| بلژیک (اولتراتیپ فلاندرز)                                       | ۲               |
| بلژیک (اولتراتیپ والونی)                                        | ۹               |
| اروپا (۱۰۰ تک‌آهنگ داغ اروپا) همراه «من شیرین‌ترین احساس را دارم» | ۲۰              |
| ایرلند (ایرما)                                                  | ۲۱              |
| هلند (۱۰۰ تک‌آهنگ برتر)                                          | ۷۷              |
| اسکاتلند (اوسی‌سی) همراه «من شیرین‌ترین احساس را دارم»            | ۲               |
| تک‌آهنگ‌های بریتانیا (اوسی‌سی) همراه «من شیرین‌ترین احساس را دارم»  | ۵               |

### تاریخچهٔ انتشار
| منطقه    | تاریخ         | فرمت | ناشر                      | منابع  |
| -------- | ------------- | ---- | ------------------------- | ------ |
| بریتانیا | ۱۳ فوریه ۲۰۰۶ | سی‌دی | آل اروند د ورلد پروداکشنز | [ ۶۷ ] |
| استرالیا | ۱۷ آوریل ۲۰۰۶ | سی‌دی | آل اروند د ورلد پروداکشنز | [ ۶۸ ] |

## نسخهٔ بری گیب
«زن عاشق» اولین دمویی است که بری گیب برای آلبوم گناهکار باربارا استرایسند ضبط کرد. این ترانه توسط بری و رابین گیب ساخته شد و به اولین تک‌آهنگ بسیار موفق این آلبوم تبدیل شد. به لطف این نسخه، بری گیب به نخستین هنرمند مردی تبدیل شد که این ترانه را خواند؛ هرچند این ترانه در ابتدا برای اینکه استرایسند آن را در آلبومش تنها اجرا کند، ضبط شده بود.

### دست‌اندرکاران
- بری گیب – خواننده، گیتار
- بلو ویور – ساز شستی‌دار
- البی گالوتن – سینث‌سایزر، ماشین درام